# Primero se llevaron...

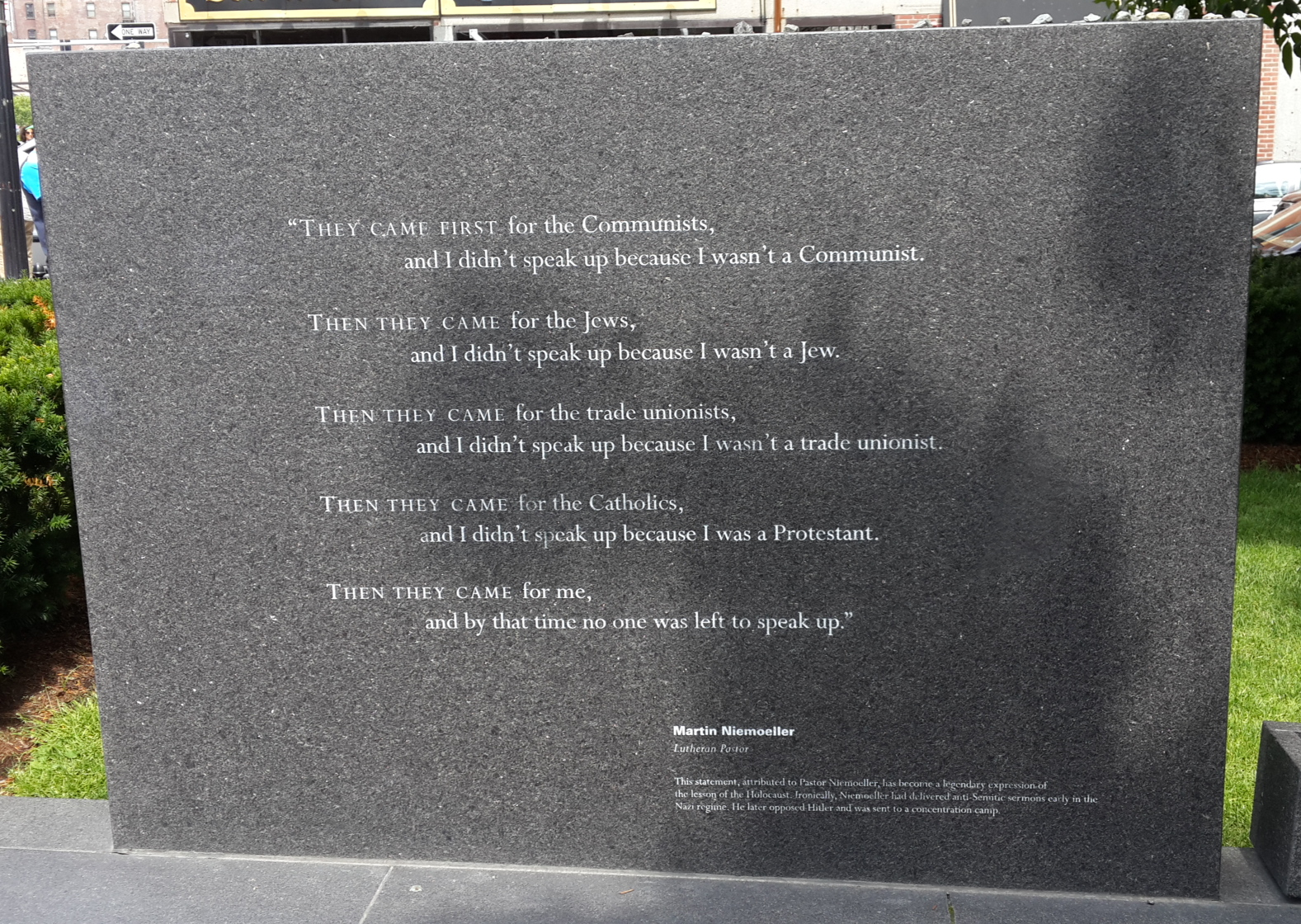
El poema en el Memorial del Holocausto de Nueva Inglaterra (Boston, Massachusetts)

Primero vinieron...  es un poema escrito por el pastor luterano alemán Martin Niemöller (1892-1984). Trata sobre la cobardía de los intelectuales alemanes tras el ascenso de los nazis al poder y la subsiguiente purga de sus objetivos escogidos, grupo tras grupo. Muchas variaciones y adaptaciones en el espíritu del original se han publicado en varios idiomas. Aborda temas como la persecución, la culpa y la responsabilidad.

## El texto
Las versiones más conocidas del discurso son los poemas que comenzaron a circular en los años 1950. El Museo Memorial del Holocausto de los Estados Unidos cita el siguiente texto como una de las muchas versiones poéticas del discurso:
| Original | Traducción |
| --- | --- |
| Als die Nazis die Kommunisten holten, habe ich geschwiegen; ich war ja kein Kommunist. Als sie die Sozialdemokraten einsperrten, habe ich geschwiegen; ich war ja kein Sozialdemokrat. Als sie die Gewerkschafter holten, habe ich nicht protestiert; ich war ja kein Gewerkschafter. Als sie die Juden holten, habe ich nicht protestiert; ich war ja kein Jude. Als sie mich holten, gab es keinen mehr, der protestieren konnte. | «Cuando los nazis vinieron a llevarse a los comunistas, guardé silencio, ya que no era comunista, Cuando encarcelaron a los socialdemócratas, guardé silencio, ya que no era socialdemócrata, Cuando vinieron a buscar a los sindicalistas, no protesté, ya que no era sindicalista, Cuando vinieron a llevarse a los judíos, no protesté, ya que no era judío, Cuando vinieron a buscarme, no había nadie más que pudo protestar». |

Niemöller creó varias versiones del texto. Los primeros discursos, escritos en 1946, enumeran a los comunistas, a los pacientes incurables, a los judíos o a los testigos de Jehová, y a los civiles en los países ocupados por la Alemania nazi. En la primera versión documentada (1955), y en otras posteriores, nombra también a los católicos. En todas las versiones, el impacto se construye cuidadosamente, pasando del grupo "más pequeño, más lejano" al grupo más grande, judío, y luego finalmente a sí mismo. Niemöller se confesó en su discurso para la Iglesia Confesante en Fráncfort el 6 de enero de 1946, del que esto es una traducción parcial:

«Cuando el Pastor Niemöller fue puesto en un campo de concentración escribimos el año 1937; Cuando se abrió el campo de concentración, escribimos el año 1933, y la gente que se puso en los campos entonces eran comunistas. ¿A quién le importaba? Lo sabíamos, estaba impreso en los periódicos.

¿Quién levantó su voz, tal vez la Iglesia Confesante? Pensábamos: los comunistas, los opositores de la religión, los enemigos de los cristianos - «¿Debo ser el guardián de mi hermano?».
Luego se libraron de los enfermos, los llamados incurables. - Recuerdo una conversación que tuve con una persona que decía ser cristiana. Dijo: Quizás es correcto, estos enfermos incurables sólo cuestan el dinero del estado, son sólo una carga para ellos mismos y para otros. ¿No es mejor para todos los interesados si son sacados del medio [de la sociedad]? - Sólo entonces la iglesia como tal toma nota. Entonces empezamos a hablar, hasta que nuestras voces volvieron a silenciarse en público. ¿Podemos decir que no somos culpables / responsables? La persecución de los judíos, la forma en que tratamos los países ocupados, o las cosas en Grecia, en Polonia, en Checoslovaquia o en Holanda, que fueron escritos en los periódicos.

Creo que, nosotros como cristianos de la iglesia Confesante, tenemos todas las razones para decir: «¡mea culpa, mea culpa!» Podemos hablar de ello con la excusa de que me habría costado la cabeza si hubiera hablado».

Este discurso fue traducido y publicado en inglés en 1947, pero se retractó más adelante cuando se alegó que Niemöller era un partidario temprano de los nazis. Los "enfermos, los llamados incurables" fueron asesinados en el programa de eutanasia "Acción T4". Una versión del discurso de 1955, mencionada en una entrevista de un profesor alemán citando a Niemöller, enumera comunistas, socialistas, escuelas, judíos, la prensa y la Iglesia. Una versión americana presentada por un congresista en 1968 incluye anacrónicamente a los industriales, que no fueron perseguidos por los nazis, y omite a los comunistas.
En 1976, en una entrevista se le preguntó a Niemöller sobre los orígenes del poema, a lo que dio la siguiente respuesta (La Fundación Martin-Niemöller considera que esta es la versión "clásica" del discurso):

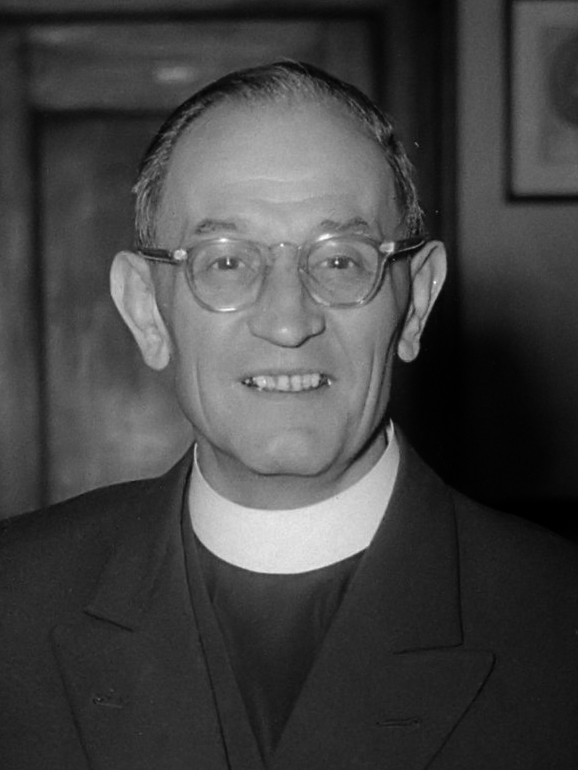
Niemöller en Grote de La Haya de Sint-Jacobskerk, en mayo de 1952

«No había acta ni copia de lo que dije, y es posible que lo formulase de manera diferente. Pero la idea era de todos modos: los comunistas, dejamos que eso sucediese tranquilamente; y los sindicatos, también dejamos que sucediese; e incluso dejamos que le sucediese a los socialdemócratas. Todo eso no era asunto nuestro. La Iglesia no se preocupaba por la política en absoluto en ese momento, y tampoco debía tener nada que ver con ellos. En la Iglesia Confesante no queríamos representar ninguna resistencia política per se, sino que queríamos determinar para la Iglesia que eso no era correcto, y que no debía ser justo en la Iglesia, por eso ya en el año 33, cuando creamos la federación de emergencia de los pastores (Pfarrernotbund), ponemos como el cuarto punto en la carta fundacional: Si se hace una ofensiva contra los ministros y simplemente son expulsados como ministros, porque son de linaje judío (Judenstämmlinge) o algo así, Entonces sólo podemos decir como Iglesia: no. Y ese era entonces el cuarto punto en la obligación, y ese fue probablemente el primer pronunciamiento contra-antisemita proveniente de la Iglesia Protestante».

## Autor
Martin Niemöller fue un pastor y teólogo luterano alemán nacido en Lippstadt en 1892. Niemöller fue un anticomunista y apoyó inicialmente el ascenso al poder de Adolf Hitler. Pero cuando Hitler insistió en la supremacía del Estado sobre la religión, Niemöller se desilusionó. Se convirtió en el líder de un grupo de clérigos alemanes opuestos a Hitler. En 1937 fue arrestado y finalmente confinado en Sachsenhausen y Dachau. Fue liberado en 1945 por los aliados. Niemöller continuó su carrera en Alemania como clérigo y como voz principal de la penitencia y de la reconciliación para el pueblo alemán después de la Segunda Guerra Mundial. Su declaración, a veces presentada como un poema, es bien conocida, citada frecuentemente, y es un modelo popular para describir los peligros de la apatía política.